# 더블더치

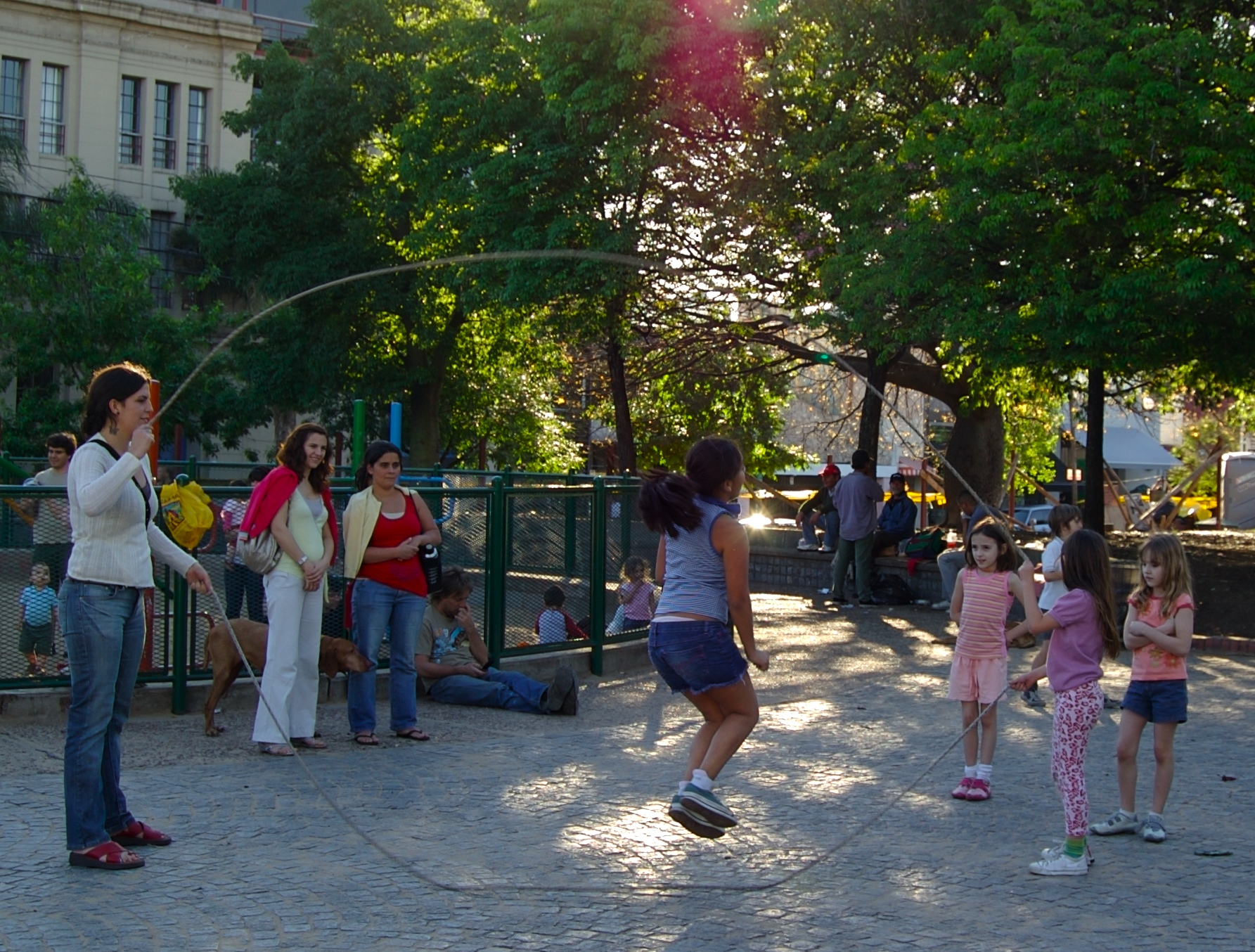

더블더치(영어: Double Dutch)는 긴 줄 두 개를 이용한 줄넘기의 한 종류이다.
반대 방향으로 돌아가는 두 개의 긴 줄넘기를 한 명 이상의 플레이어가 동시에 점프하는 게임이다. 뉴욕시의 네덜란드 이민자들 사이에서 시작된 것으로 여겨지지만 네덜란드보다 훨씬 더 오랫동안 인기있는 학교 운동장 게임이었으며 현재 전 세계적으로 인기가 있다. 더블 더치라는 현대 스포츠는 1970년대 초 NYPD 경찰관 율리시스 윌리엄스와 데이비드 워커가 시합 규칙을 공식화하면서 시작되었다. 첫 번째 공식 대회는 1974년에 개최되었다. 더블더치의 대회는 블록 파티에서 세계 수준에 이를 정도로 다양하다. 2009년 봄 동안 더블더치는 뉴욕시 공립 고등학교의 대표팀 스포츠가 되었다.
1980년대 초, 더블더치는 뉴욕 힙합 문화와 밀접한 관련이 있었다. KRS-One 등 쟁쟁한 MC들로부터 장르적 요소로 인정받기도 했다.